# Anetia
Genre
Anetia est un genre de lépidoptères (papillons) de la famille des Nymphalidae, de la sous-famille des Danainae et de la tribu des Danaini. Ils résident en Amérique centrale et aux Antilles.

## Historique et  dénomination
Le genre Anetia a été nommé par l'entomologiste allemand Jakob Hübner en 1823.

## Liste des espèces
- Anetia briarea (Godart, [1819])
- Anetia cubana (Salvin, 1869)
- Anetia jaegeri (Ménétriés, 1832)
- Anetia pantheratus (Martyn, 1797)
- Anetia thirza Geyer, [1833][1].